# Eileen Zillmer
Eileen Zillmer (* 15. Dezember 1952 in West Point, New York, USA) ist eine ehemalige deutsche Eiskunstläuferin und Deutsche Meisterin von 1969 bis 1971 bei den Damen.
Sie repräsentierte den Klub Augsburger Panther. Sie nahm 1968 an den Olympischen Winterspielen teil.

## Erfolge/Ergebnisse
| Wettbewerb/Wintersaison  | 1967 | 1968 | 1969 | 1970 | 1971 |
| ------------------------ | ---- | ---- | ---- | ---- | ---- |
| Olympische Winterspiele  | —    | 19.  | —    | —    | —    |
| Weltmeisterschaften      | —    | —    | 9.   | 15.  | —    |
| Europameisterschaften    | —    | —    | 10   | 10.  | 9.   |
| Deutsche Meisterschaften | 2.   | 2.   | 1.   | 1.   | 1.   |